# Kajakarstwo na Igrzyskach Panamerykańskich 2023
Zawody w kajakarstwie na Igrzyskach Panamerykańskich 2023 zostały rozegrane w dniach 27-29 października (kajakarstwo górskie) oraz 1-4 listopada (kajakarstwo klasyczne). Areną zmagań były rzeka Aconcagua (kajakarstwo górskie) oraz Laguna Grande (kajakarstwo klasyczne).

## Medaliści

### Kajakarstwo górskie
| Konkurencja        | 1. miejsce        | Wynik             | 2. miejsce         | Wynik           | 3. miejsce                 | Wynik              |
| ------------------ | ----------------- | ----------------- | ------------------ | --------------- | -------------------------- | ------------------ |
| C-1 mężczyzn       | Zachary Lokken    | 1:35,87           | Kauã da Silva      | 1:37,22         | Leonardo Curcel            | 1:50,11            |
| C-1 kobiet         | Ana Sátila        | 1:48,52           | Lois Betteridge    | 1:59,69         | Ana Paula Fernandes Castro | 2:20,97            |
| K-1 mężczyzn       | Joshua Joseph     | 1:31,12           | Pepe Gonçalves     | 1:34,08         | Mael Rivard                | 1:39,56            |
| K-1 kobiet         | Evy Leibfarth     | 1:42,32           | Omira Estácia Neta | 1:50,54         | Léa Baldoni                | 1:56,06            |
| cross K-1 mężczyzn | Guilherme Mapelli | Guilherme Mapelli | Alex Baldoni       | Alex Baldoni    | Eriberto Gutiérrez         | Eriberto Gutiérrez |
| cross K-1 kobiet   | Ana Sátila        | Ana Sátila        | Lois Betteridge    | Lois Betteridge | Evy Leibfarth              | Evy Leibfarth      |

### Kajakarstwo klasyczne
Mężczyźni
| Konkurencja | 1. miejsce                                                                      | Wynik   | 2. miejsce                                                                     | Wynik   | 3. miejsce                                                                      | Wynik   |
| ----------- | ------------------------------------------------------------------------------- | ------- | ------------------------------------------------------------------------------ | ------- | ------------------------------------------------------------------------------- | ------- |
| C-1 1000 m  | José Ramón Pelier                                                               | 3:48,69 | Isaquias Queiroz                                                               | 3:54,05 | Connor Fitzpatrick                                                              | 3:55,13 |
| C-2 500 m   | Kanada Craig Spence · Alix Plomteux                                             | 1:42,12 | Brazylia Evandilson Avelar · Filipe Santana                                    | 1:43,52 | Kuba José Ramón Pelier · Javier Requeiro                                        | 1:43,66 |
| K-1 1000 m  | Agustín Vernice                                                                 | 3:29,73 | Jonas Ecker                                                                    | 3:34,25 | Valentín Rossi                                                                  | 3:35,49 |
| K-2 500 m   | Kanada Ian Gaudet · Simon McTavish                                              | 1:30,45 | Argentyna Gonzalo Lo Moro · Agustín Vernice                                    | 1:31,25 | Stany Zjednoczone Jonas Ecker · Aaron Small                                     | 1:31,48 |
| K-4 500 m   | Argentyna Agustín Vernice · Manuel Lascano · Gonzalo Lo Moro · Gonzalo Carreras | 1:20,80 | Kanada Nicholas Matveev · Pierre-Luc Poulin · Laurent Lavigne · Simon McTavish | 1:21,28 | Stany Zjednoczone Nathan Humberston · Sean Talbert · Cole Jones · Augustus Cook | 1:23,10 |

Kobiety
| Konkurencja | 1. miejsce                                                                      | Wynik   | 2. miejsce                                                                          | Wynik   | 3. miejsce                                                                         | Wynik   |
| ----------- | ------------------------------------------------------------------------------- | ------- | ----------------------------------------------------------------------------------- | ------- | ---------------------------------------------------------------------------------- | ------- |
| C-1 200 m   | Yarisleidis Cirilo                                                              | 45,87   | María Mailliard                                                                     | 46,18   | Sophia Jensen                                                                      | 46,87   |
| C-2 500 m   | Kanada Sloan Mackenzie · Katie Vincent                                          | 1:54,26 | Chile María Mailliard · Paula Gómez                                                 | 1:54,43 | Wenezuela Madison Velásquez · Manuela Gómez                                        | 1:59,10 |
| K-1 500 m   | Michelle Russell                                                                | 1:51,25 | Brenda Rojas                                                                        | 1:52,01 | Beatriz Briones                                                                    | 1:53,07 |
| K-2 500 m   | Meksyk Karina Alanís · Beatriz Briones                                          | 1:41,98 | Argentyna Brenda Rojas · Magdalena Garro                                            | 1:42,45 | Kanada Courtney Stott · Madeline Schmidt                                           | 1:42,84 |
| K-4 500 m   | Meksyk Karina Alanís · Brenda Gutiérrez · Beatriz Briones · Maricela Montemayor | 1:34,73 | Kanada Courtney Stott · Natalie Davison · Riley Melanson · Toshka Besharah-Hrebacka | 1:35,91 | Argentyna Candelaria Sequeira · Lucia Dalto · Martina Isequilla · Sabrina Ameghino | 1:36,79 |

## Klasyfikacja medalowa
Opracowano na podstawie materiałów źródłowych. Kolorem niebieskim oznaczono kraj organizujący igrzyska.
| Miejsce | Państwo           | Złoto | Srebro | Brąz | Razem |
| ------- | ----------------- | ----- | ------ | ---- | ----- |
| 1.      | Kanada            | 4     | 5      | 5    | 14    |
| 2.      | Brazylia          | 3     | 5      | 0    | 8     |
| 3.      | Stany Zjednoczone | 3     | 1      | 3    | 7     |
| 4.      | Argentyna         | 2     | 3      | 2    | 7     |
| 5.      | Kuba              | 2     | 0      | 1    | 3     |
| 5.      | Meksyk            | 2     | 0      | 1    | 3     |
| 7.      | Chile             | 0     | 2      | 0    | 2     |
| 8.      | Paragwaj          | 0     | 0      | 2    | 2     |
| 9.      | Peru              | 0     | 0      | 1    | 1     |
| 9.      | Wenezuela         | 0     | 0      | 1    | 1     |
| Razem   | Razem             | 10    | 10     | 10   | 30    |